# Franz Seldte
Tobias Wilhelm Franz Seldte (29 de junho de 1882 – 1 de abril de 1947) foi um político alemão que serviu como Ministro do Trabalho do Reich de 1933 a 1945. Antes de seu ministério, Seldte serviu como líder federal da organização de ex-militares da Primeira Guerra Mundial Der Stahlhelm de 1918 a 1934. Ideologicamente, ele se identificou como um conservador nacional.

## Biografia
Nascido em Magdeburgo, na província prussiana da Saxônia, Seldte era filho de um dono de uma fábrica de produtos químicos e água com gás. Ele frequentou o Ginásio Wilhelm-Raabe em Magdeburg e, após um aprendizado como vendedor, estudou química nas universidades de Braunschweig e Greifswald. Em 1908, ele assumiu os negócios de seu pai falecido. Como oficial do exército alemão, ele foi ferido na Primeira Guerra Mundial e perdeu o braço esquerdo. Ele então se tornou um repórter de fachada. Premiado com a Cruz de Ferro de 2ª e 1ª classes, Seldte também foi promovido ao posto de Hauptmann d. R. no 66º Regimento de Infantaria.

## Der Stahlhelm

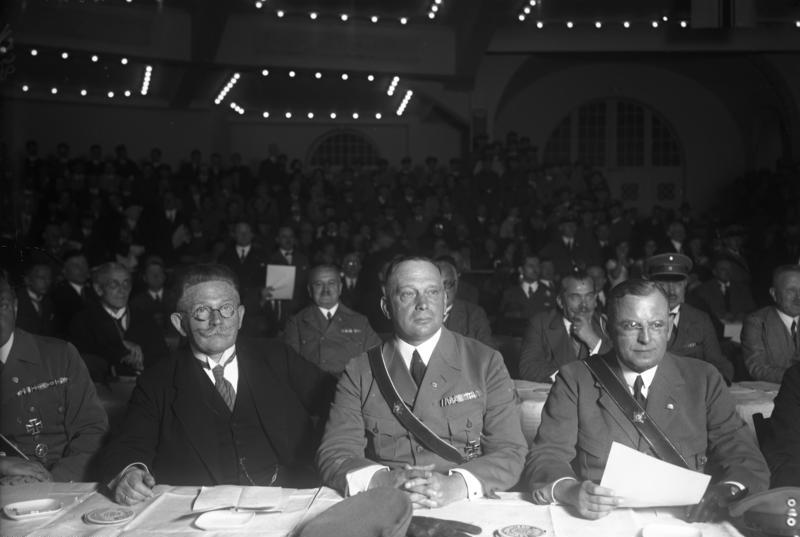
Seldte (à direita) com Hugenberg e o líder do Berlin Stahlhelm von Stephani em um comício contra o Young-Plan, Berlin Sportpalast, 1929

Como reação à Revolução Alemã de 1918–1919, Seldte fundou Der Stahlhelm, Bund der Frontsoldaten em 25 de dezembro de 1918, agitando contra o Tratado de Versalhes e as reparações de guerra alemãs. Segundo Seldte, a organização usaria o espírito do Frontsoldado contra a 'revolução suína' que estava ocorrendo na Alemanha sob o governo de Weimar. Enquanto assumiu o comando do Der Stahlhelm a partir de 1923, teve que lidar com a rivalidade constante de seu vice-líder, o militante Theodor Duesterberg.
Seldte tornou-se membro do conservador Partido Nacional do Povo Alemão (DNVP) e foi membro do conselho da cidade de Magdeburg (Stadtrat).  Durante os últimos anos da República de Weimar, Der Stahlhelm tornou-se cada vez mais antidemocrático e antirrepublicano. No entanto, Seldte esperava que a organização pudesse se tornar um órgão líder de um movimento unido de direita. Em 1929, uniu suas forças com o DNVP sob Alfred Hugenberg, a Liga Pan-Germânica e o Partido Nazista para iniciar um referendo alemão contra o Plano Young sobre as reparações da Primeira Guerra Mundial. O objetivo comum era denunciar o chanceler Hermann Müller e seus ministros como traidores de seu país, mas o plebiscito não conseguiu atingir o quorum. Em 1931, Seldte ajudou a criar a curta Frente Harzburg, uma aliança de direita contra o governo do sucessor de Müller, Heinrich Brüning.

## Ministro do Trabalho
Durante as negociações para a chancelaria da Alemanha entre Franz von Papen e Hitler em meados de janeiro de 1933, Seldte lançou seu voto e Der Stahlhelm atrás de Hitler, após o que Papen concordou com as exigências de Hitler. No dia da Machtergreifung em 30 de janeiro de 1933, Seldte ingressou no Gabinete de Hitler como Ministro do Trabalho do Reich, mais uma vez superando seu rival de longa data Duesterberg. Na corrida para as eleições de março de 1933, Der Stahlhelm, juntamente com o conservador nacional Partido Popular Alemão (DNVP) de Hugenberg, tentou transformar o Kampffront Schwarz-Weiß-Rot ("Frente de Combate Preto, Branco e Vermelho") no campo político dominante. à direita, mas acabou falhando, pois obteve apenas 8,0% dos votos expressos. No entanto, Seldte obteve um assento no Reichstag como um "convidado" do DNVP. Retornado nas eleições seguintes como deputado do Partido Nazista, permaneceria no Reichstag até o fim do regime nazista.
Em 27 de abril de 1933, Seldte finalmente se juntou ao Partido Nazista e fundiu o Der Stahlhelm com a milícia Sturmabteilung (SA) de Ernst Röhm – colocando-a de fato à disposição de Hitler. Em agosto de 1933, ele foi premiado com o posto de SA-Obergruppenführer e mais tarde foi nomeado Reichskommissar para o programa de emprego Freiwilliger Arbeitsdienst, mas logo foi substituído por seu secretário de estado Konstantin Hierl como líder da organização Reichsarbeitsdienst. Seldte também se tornou membro da Academia de Direito Alemão. Em março de 1934, Seldte foi nomeado líder federal do Nationalsozialistischer Deutscher frontkämpfer-Bund (Stahlhelm) (em português:  Federação Nacional-Socialista de Combatentes Alemães (Stahlhelm)) (NSDFBSt), uma organização sucessora de Der Stahlhelm, que entretanto foi dissolvida em novembro de 1935. Seldte também foi membro do governo do estado da Prússia como Ministro do Trabalho da Prússia a partir de 1º de abril de 1935, no gabinete do Ministro Presidente Hermann Göring. Com esta nomeação, Seldte tornou-se membro ex officio do Conselho de Estado da Prússia.

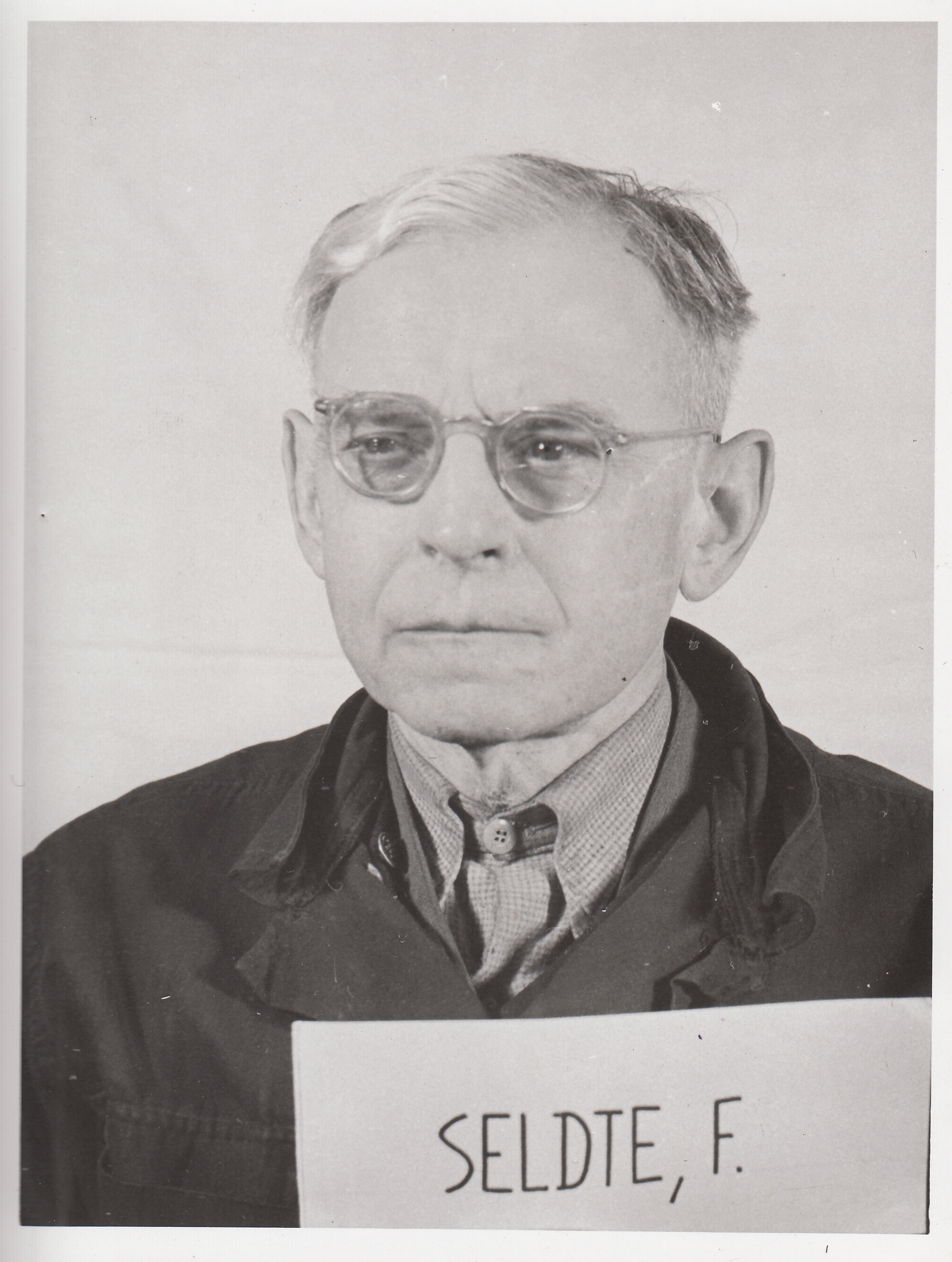
Franz Seldte nos Julgamentos de Nuremberg

Em 1935, Seldte pediu para ser dispensado de suas responsabilidades oficiais, mas Hitler recusou. Ao longo de sua gestão como chefe do Ministério do Trabalho, Seldte nunca teve o apoio total de Hitler, que não o considerava muito valioso. Como resultado, membros da hierarquia nazista começaram a invadir suas áreas de responsabilidade e Seldte foi marginalizado. Por exemplo, o Plano Quadrienal de Hermann Goering, que ele começou a implementar no final de 1936, passou por cima do Ministério do Trabalho de Seldte. Seldte, sem poder substancial, permaneceu como Ministro do Trabalho do Reich e da Prússia até o final da Segunda Guerra Mundial. Mesmo após o suicídio de Hitler e a nomeação do Grande Almirante Dönitz como seu sucessor, Seldte manteve o cargo, sendo nomeado Ministro do Trabalho no governo de Flensburg.
Como Ministro do Trabalho do Reich, Franz Seldte foi um dos signatários da Lei da Ordem de Trabalho (Gesetz zur Ordnung der nationalen Arbeit) de 1934, que introduziu o princípio do Führer (Führerprinzip) nas fábricas e restringiu significativamente os direitos dos funcionários.

## Morte
Seldte foi capturado e preso em Mondorf-les-Bains no final da guerra. Durante os julgamentos de Nuremberg, Seldte tentou se exonerar alegando que havia se posicionado contra a ditadura de Hitler e que defendia um sistema de governo parlamentar de duas câmaras. Sua história não era convincente. Seldte morreu em um hospital militar dos Estados Unidos em abril de 1947 em Fürth, antes que o Tribunal de Nuremberg tivesse a chance de julgá-lo formalmente pelas acusações.

## Legado
Na Alemanha da era nazista, ruas receberam seu nome em várias cidades alemãs, entre elas sua cidade natal, Magdeburgo e Leverkusen. Em Forst, o estádio de futebol da torre d'água foi batizado de Franz-Seldte-Kampfbahn. Em Oberhausen, a praça atrás da principal estação ferroviária recebeu seu nome.